# Kanton La Courtine
Kanton La Courtine (francouzsky Canton de La Courtine) je francouzský kanton v departementu Creuse v regionu Limousin. Tvoří ho devět obcí.

## Obce kantonu
- Beissat
- Clairavaux
- La Courtine
- Magnat-l'Étrange
- Malleret
- Le Mas-d'Artige
- Saint-Martial-le-Vieux
- Saint-Merd-la-Breuille
- Saint-Oradoux-de-Chirouze